# Biserica romano-catolică din Tămașda
Biserica romano-catolică din Tămașda este un monument istoric din secolul al XIII-lea, una din cele mai reprezentative bazilici romanice de dinaintea marii invazii mongole din 1241 păstrate în Transilvania.
Turnul bisericii, rămas în picioare, este folosit drept coteț pentru păsări.
Biserica a fost menționată de canonicul Rogerius.

## Galerie de imagini

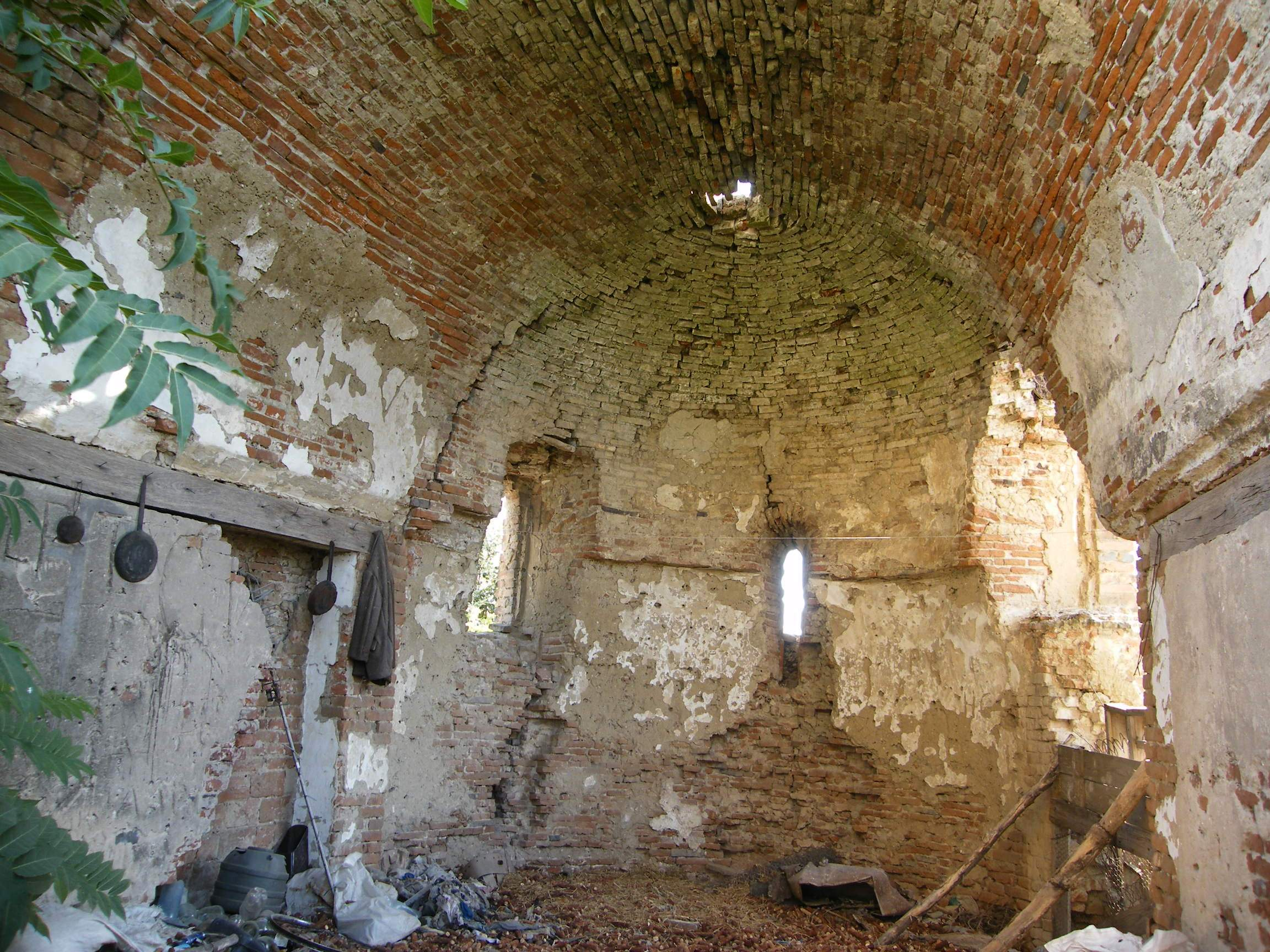
Absida